# 木更津市立太田中学校
木更津市立太田中学校（きさらづしりつ おおだちゅうがっこう）は、千葉県木更津市東太田にある市立中学校。略称は「太中（たちゅう）」。

## 概要
1977年に木更津第三中学校と分離して開校。別名「恋の森」とも呼ばれる太田山公園にも程近い。生徒数は700名前後であり、陸上、野球、サッカー、卓球など運動部の活動も盛ん。文化・芸術の分野でもさまざまなコンクールに積極的に参加、合唱や英語スピーチの実力校。

## 沿革
| 年                 | 月日     | 主な出来事                                                                          |
| ------------------ | -------- | ----------------------------------------------------------------------------------- |
| 1977年（昭和52年） | 4月5日   | 木更津第三中学校より分離 木更津市太田660番地の2に木更津市内初の新設中学校として開校 |
| 1977年（昭和52年） | 4月30日  | 校章、男女制服制定                                                                  |
| 1977年（昭和52年） | 6月27日  | 鉄筋コンクリート3階建新校舎完成に伴い移転                                           |
| 1977年（昭和52年） | 9月3日   | 太田中学校PTA発足                                                                   |
| 1977年（昭和52年） | 10月29日 | 新校舎竣工式挙行                                                                    |
| 1977年（昭和52年） | 12月17日 | 校旗制定                                                                            |
| 1978年（昭和53年） | 3月18日  | 太田中学校体育後援会発足                                                            |
| 1979年（昭和54年） | 3月29日  | 屋内運動場完成                                                                      |
| 1980年（昭和55年） | 2月1日   | 住居表示により所在地名変更（木更津市東太田一丁目2番1号）                            |
| 1980年（昭和55年） | 3月      | 校舎増築工事完成（鉄筋コンクリート3階建 技術科教室平屋建）                          |
| 1980年（昭和55年） | 6月10日  | 増築校舎 屋内運動場竣工式挙行                                                       |
| 1980年（昭和55年） | 7月15日  | 太田中学校校歌制定発表                                                              |
| 1981年（昭和56年） | 10月30日 | 木更津市教育委員会指定公開研究会                                                    |
| 1982年（昭和57年） | 3月10日  | 運動場整備工事完成                                                                  |
| 1982年（昭和57年） | 11月30日 | 運動場南側土手改修工事完成                                                          |
| 1983年（昭和58年） | 7月15日  | 水泳プール竣工式挙行                                                                |
| 1984年（昭和59年） | 10月30日 | 自主公開研究会開催                                                                  |
| 1986年（昭和61年） | 11月5日  | 太田中学校創立10周年記念式典挙行（自主公開研究会実施）                              |
| 1987年（昭和62年） | 10月28日 | 第16回関東甲信越中学校道徳教育研究大会 第14回千葉県道徳教育研究大会会場校           |
| 1988年（昭和63年） | 3月15日  | 家庭科棟の竣工、本館・体育館通路完成                                                |
| 1988年（昭和63年） | 10月28日 | 文部省指定道徳教育推進校となる                                                      |
| 1989年（平成元年） | 10月27日 | 文部省指定道徳教育推進校として公開研究会実施                                        |
| 1991年（平成3年）  | 9月3日   | 防砂ネット工事完成                                                                  |
| 1995年（平成7年）  | 4月1日   | 文部省（当時）指定同和教育推進地域 木更津市教育委員会指定研究校                     |
| 1996年（平成8年）  | 10月19日 | 太田中学校創立20周年記念式典挙行                                                    |
| 1996年（平成8年）  | 11月13日 | 文部省（当時）指定同和教育推進校として公開研究会実施                                |
| 1997年（平成9年）  | 4月1日   | 千葉県夢を育む教育推進地域研究指定校（平成10年度まで）                              |
| 1997年（平成9年）  | 9月      | 大規模改造工事完成（外壁塗装）南側校舎                                              |
| 1998年（平成10年） | 7月10日  | バックネット補修工事完了（太田中学校教育後援会）                                    |
| 1999年（平成11年） | 10月     | 大規模改造工事完成（外壁塗装、北側校舎）                                            |
| 1999年（平成11年） | 12月23日 | 全国中学校駅伝大会出場（女子9位）                                                   |
| 2002年（平成14年） | 4月1日   | 特別支援学級（知的）開設 木更津市教育委員会指定研究校（平成15年度まで）             |
| 2003年（平成15年） | 4月1日   | 本館・新館通路スロープ設置                                                          |
| 2006年（平成18年） | 4月1日   | 新通学区域実施                                                                      |
| 2006年（平成18年） | 10月28日 | 創立30周年事業実施                                                                  |
| 2008年（平成20年） | 4月1日   | 特別支援学級（情緒）開設                                                            |
| 2009年（平成21年） | 9月24日  | 自転車置場新設                                                                      |
| 2011年（平成23年） | 3月30日  | 新校舎3教室完成                                                                     |
| 2013年（平成25年） | 7月13日  | 校舎耐震改修工事着工                                                                |
| 2014年（平成26年） | 4月1日   | 木更津市教育委員会指定研究校（平成27年度まで）                                      |
| 2015年（平成27年） | 11月6日  | 学校体育優良校受賞                                                                  |
| 2016年（平成28年） | 2月29日  | 自転車置場新設                                                                      |
| 2016年（平成28年） | 4月      | 創立40周年を迎える                                                                  |
| 2019年（平成31年） | 4月1日   | 通学区域改編（請西東六〜八丁目、請西南二〜四丁目が追加）                            |

## 教育目標
未来に貢献する人材の育成

## 生徒数
| 年   | 生徒数(人) |
| ---- | ---------- |
| 1977 | 310        |
| 1978 | 507        |
| 1979 | 577        |
| 1980 | 610        |
| 1981 | 648        |
| 1982 | 695        |
| 1983 | 693        |
| 1984 | 731        |
| 1985 | 734        |

## 学校行事
- 4月
  - 着任式
  - 1学期始業式
  - 入学式

- 5月
  - 体育祭

- 6月
  - 職場体験学習

- 7月
  - 校内英語コンテスト
  - 1学期終業式

- 9月
  - 2学期始業式
  - 3年生修学旅行（関西方面）
  - 1年生校外学習（東京都区内）
  - 2年生校外学習（日光方面）

- 10月
  - 文化祭
  - PTAバザー

- 11月
  - 木更津市小中学校音楽会

- 12月
  - ボキャブラコンテスト（単語テスト）
  - 2学期終業式

- 1月
  - 3学期始業式

- 3月
  - 三送会
  - 卒業証書授与式
  - 修了式
  - 辞校式

6月にある支部陸上大会は、後述する陸上競技部の部員をはじめ全校の中から選抜されたメンバーによって参加する。

## 生徒会本部・委員会

### 生徒会本部
以下の役職を置く。
- 会長
- 副会長
- 書記
- 会計
- 常任議長

### 専門委員会

#### 常設
- 生活
- 広報
- 文化
- 体育安全
- 奉仕美化
- 保健
- 給食
- 学習

この他、各学年毎に各学級会長・副会長による学年評議会がある。

## 部活動

### 運動系
- 野球（男）
- サッカー（男）
- バレーボール（男・女）
- 卓球（男・女）
- バスケットボール（男・女）
- ソフトテニス（男・女）
- 陸上競技（男・女）
- 剣道（男・女）

### 文化系
- 美術
- 家庭科
- 太田中合唱団（兼部可）
- 将棋
- 書道

### 特設
- 柔道
- 水泳
- チョボラ園芸

この他、支部陸上大会・新人記録会・支部駅伝大会が近くなると選抜チームが結成される。

## 学区
学区の特色
本校のある東太田は清川地区に区分される。当地域は、1963年から始まった清見台区画整理事業に伴い発展した新興住宅地であり、日本製鐵をはじめとした各企業の社宅や一般のアパートも多い。新興住宅地のため比較的若い世代が多いが、以前から住む住民は次第に高齢化を迎えている。近年、請西南地域で宅地造成工事が進み、今後更に人口増加が予想される。2006年4月より通学区域が改定された。
本校の学区は、木更津市の中央部を縦貫する国道16号の東側に位置し、北部は木更津第三中学校区、東部は清川中学校区、西部は木更津第一中学校区、南部は木更津第二中学校区及び鎌足中学校区に隣接している。清見台小学校区のすべて、請西小学校区及び真舟小学校の一部からなる3小学校区となっている。
請西地区の造成が進み、人口の流入が増加しているため、2019年4月から請西東六〜八丁目、請西南二〜四丁目が新たに学区に加わった。2028年頃には、全校生徒800名が予想されている。このため、プレハブ校舎の増築などが行われている。
通学区域
| 小学校区     | 通学区域 |
| ------------ | --- |
| 清見台小学校 | 東太田一丁目〜四丁目、太田一丁目8番〜15番、太田二丁目〜四丁目、清見台二丁目〜三丁目、清見台南一丁目〜五丁目 |
| 請西小学校   | 請西（都市計画道路草敷潮見線北側で、市道120号線東側の区域）、請西三丁目〜四丁目、請西東一丁目〜五丁目       |
| 真舟小学校   | 請西東六丁目〜八丁目、請西南二丁目〜四丁目                                                                  |

## 進学前小学校
- 清見台小学校
- 請西小学校
- 真舟小学校
  - 学区外ではあるが、南清小学校や木更津第二小学校から進学してくる生徒もいる。

## 学区内の主な施設
- イオンタウン木更津請西
- 太田山公園
- 清見台中央公園
- 八崎公園
- 清和大学
- 清和大学短期大学部
- 木更津工業高等専門学校
- 木更津総合高等学校
- 木更津自動車学校
- 木更津市立請西保育園
- イオンタウン木更津請西南

## 交通
- JR内房線木更津駅から2.4km、徒歩約30分
- JR久留里線祇園駅から1.7km、徒歩約20分
- 最寄りバス停 太田バス停

## その他
- 校名の「太田」の発音は「おおた」ではなく「おおだ」と濁る。